# Monte Plauris
Il Monte Plauris (1.958 m s.l.m.) è la montagna più alta delle Prealpi Giulie, posta in provincia di Udine, inserito nel Parco naturale delle Prealpi Giulie.